# Xylocopa isabelleae
Xylocopa isabelleae là một loài Hymenoptera trong họ Apidae. Loài này được Hurd mô tả khoa học năm 1959.